# Сурамбаєв Камбарали
Камбарали Сурамбаєв (Сурабаєв) (1894, село Ортоазія Семиріченської області, тепер Сузацького району Джалал-Абадської області, Киргизстан — 1953, тепер Киргизстан) — киргизький радянський діяч, голова виконавчого комітету Джалал-Абадської обласної ради депутатів трудящих.  Депутат Верховної Ради СРСР 1—2-го скликань.

## Біографія
Народився в селянській родині. З 1908 року — дехканин, чабан.
У 1920-х роках — учасник прорадянського революційного руху та боротьби з басмацтвом у Киргизькій АРСР.
Був організатором комсомольського та партійного осередку в Сузацькому районі Киргизької АРСР.
З 1931 року був одним із організаторів колгоспу, секретарем партійного комітету, заступником голови, з 1932 року — головою колгоспу «Орто Асія (Середня Азія)» Киргизької РСР.
Член ВКП(б) з 1938 року.
У 1939 році — голова Організаційного комітету Верховної ради Киргизької РСР по Джалал-Абадському округу.
З листопада 1939 до 1940 року — голова виконавчого комітету Джалал-Абадської обласної ради депутатів трудящих.
З 1940 року — голова колгоспу «Орто Асія» Сузацького району Джалал-Абадської області.
Помер у 1953 році.

## Нагороди
- орден Леніна
- два ордени Трудового Червоного Прапора
- орден «Знак Пошани» (31.01.1941)